# Michael Paul (Handballspieler)
Michael Paul (* 15. April 1961 in Hanau) ist ein ehemaliger deutscher Handballspieler. Er spielte im linken Rückraum.
Entdeckt wurde Michael Paul von seinem Vater Joachim Paul.
Für die deutsche Nationalmannschaft bestritt Paul 32 Länderspiele, in denen er 72 Tore (davon drei per Siebenmeter) erzielte. Bei den Olympischen Spielen 1984 in Los Angeles gewann er mit der Nationalmannschaft die Silbermedaille. Im Turnier absolvierte er fünf Spiele, in denen er 17 Tore warf. Während seiner Karriere war Paul sehr oft verletzt. So konnte er an den Weltmeisterschaften 1982 und 1986 wegen eines Fingerschadens bzw. einer schweren Schulterverletzung nicht teilnehmen.
Mit dem TV Großwallstadt wurde er dreimal Deutscher Meister.
Im April 2022 ließ er seine Silbermedaille zu Gunsten der Ukrainehilfe versteigern.